# 曾朴故居
曾朴故居位于中国江苏省苏州常熟市城区山塘泾岸94号，是晚清作家、《孽海花》作者曾朴（1872—1935）的故居，清代建筑，现存前后二进，分别为两层和单层，建筑面积400余平方米。门楼砖雕精美。
2004年6月18日，曾朴故居被公布为常熟市文物保护单位，由于年久失修，现状一般。。